# カール・スント＝ハンセン
カール・スント＝ハンセン（Carl Fredrik Sundt-Hansen、1841年1月30日 - 1907年8月27日）は、ノルウェー生まれの画家である。北欧の「ナショナル・ロマンティシズム（民族的ロマン主義）」の画家の一人である。

## 略歴
ノルウェーの港町、スタヴァンゲルで生まれた。 裕福な商人の家の出身で、父親は市長も務めた人物だった。家族の会社"Plough & Sundt"を継ぐ境遇であったが、画家になるため事業を弟に譲った 。弟は1873年に画家・工芸家のフリーダ・ハンセン(Frida Hansen: 1855-1931)と結婚している。カール・スント＝ハンセンは画家になった後の1878年から母親の旧姓、スントを姓に付けてスント＝ハンセンの名前で活動した。
デンマーク王立美術院で学び、コペンハーゲンのヘルステッド(Frederik Ferdinand Helsted)が運営していた私立の美術学校でも学んだ。1961年にドイツに渡り、デュッセルドルフ美術アカデミーに留学した。デュッセルドルフではスイス生まれの風俗画家のバンジャマン・ヴォーティエから指導を受けた 。1864年にオスロ芸術協会(Oslo Kunstforening)の展覧会に初出展し、評価され、風景画1点が国王カール15世に買い上げられた。
1866年にパリに移り、人気のあったエルネスト・メソニエやポール・ドラローシュらの作品から影響を受けた 。1867年のパリ万国博覧会のためにパリを訪れたカール15世からヴァーサ勲章を受勲した。1871年までパリに滞在し、デュッセルドルフを経てノルウェーに帰国した。
オスロでスタジオを開こうとしたが、オスロには絵画を購入してくれる顧客が少なかったので、ストックホルムに移り1882年までストックホルムで活動した 。1880年代にヨーロッパで起きた経済危機のために、弟の経営していた事業も破綻し、絵を描いて得られる収入も十分でなかったので、家族とコペンハーゲンに移った。1889年にデンマークの市民権を得て、デンマークの美術アカデミーの正会員に選ばれた。1896年までコペンハーゲンに住んだ後、ノルウェーに戻り、アグデル県のValleに住んだ 。
1907年に健康を害し、スタヴァンゲルの病院に入院すると癌であったことが分かり、数か月後にスタヴァンゲルで亡くなった。

## 作品

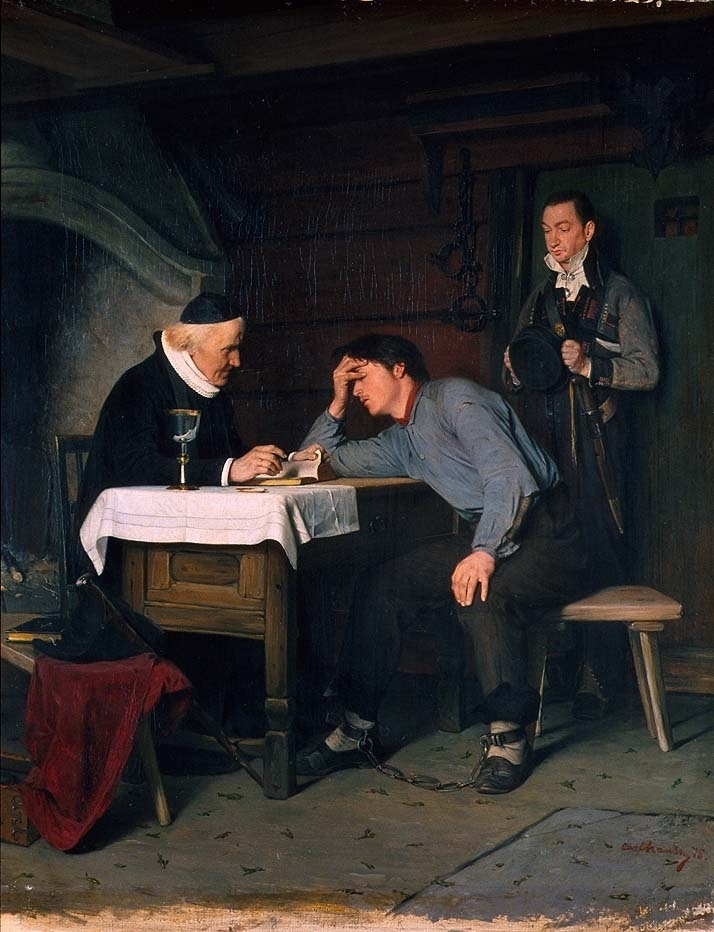
牢獄での接見 (1875) オスロ国立美術館
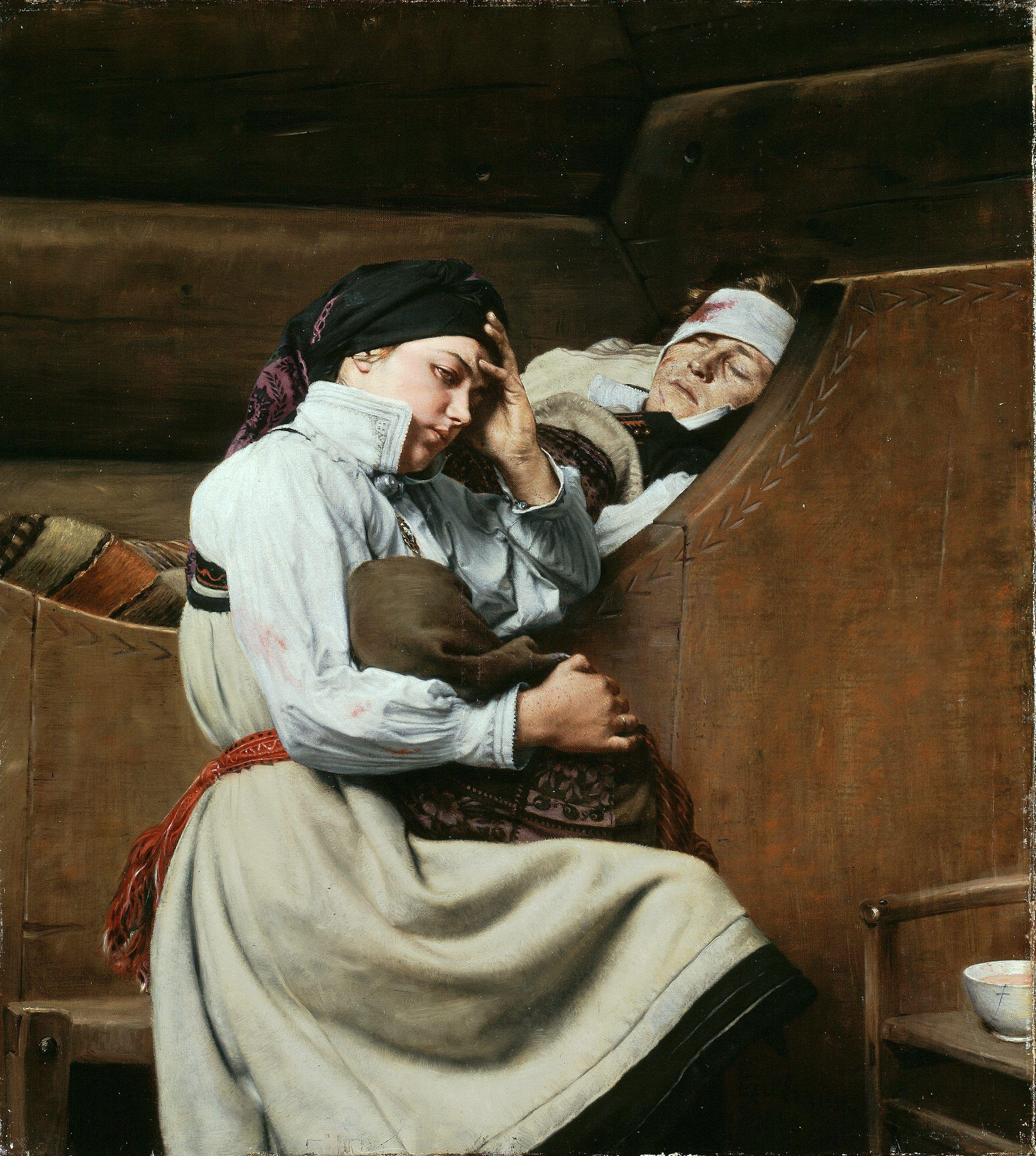
負傷者 (1888) オスロ国立美術館
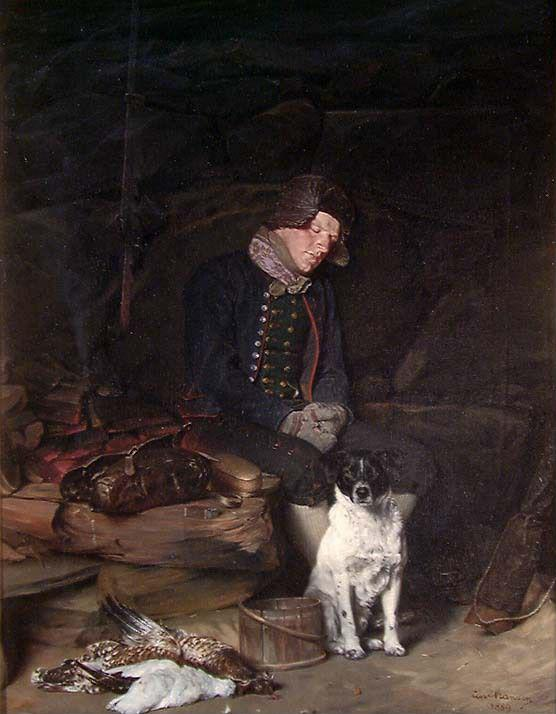
眠る猟師 (1889) オスロ国立美術館
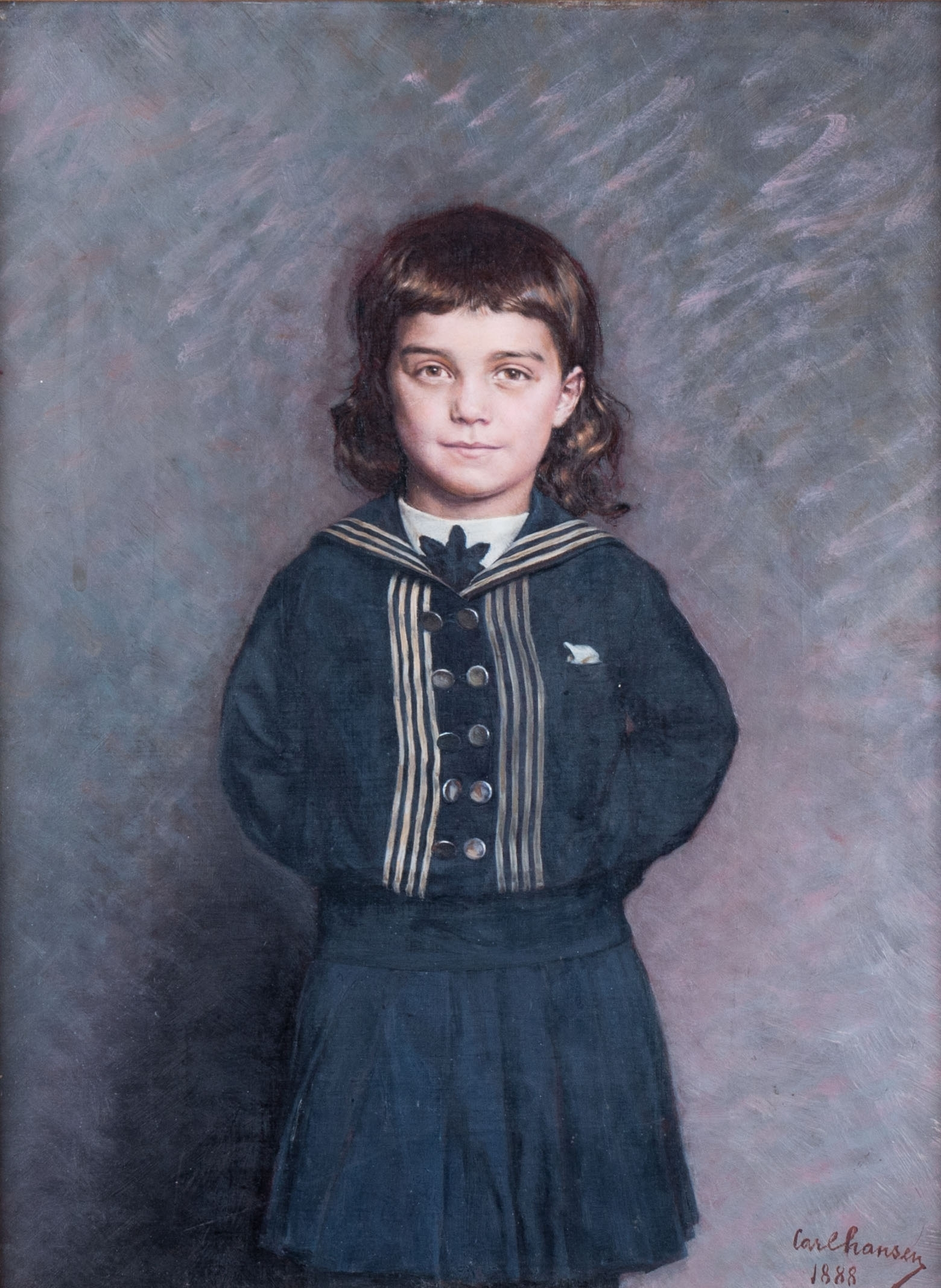
小さい男の子(1902) スタヴァンゲル美術館